# Тао-Кларджети
Тао-Кларджети е грузинска държава, съществувала през IX и X век между горните течения на реките Чорох и Кура, на територии от днешна Грузия (Самцхе-Джавахети) и североизточна Турция. Създадена е през 809 г. от цар Ашот I, който е и основател на династията на Багратионите, в граничната зона между Византия и Арабския халифат. Главният ѝ град е Артануджи. Просъществува в различен обхват до 1000 г., когато териториите ѝ са поделени между византийците и царя на Картли.